# E009 (trasa europejska)
E009 – trasa europejska łącznikowa (kategorii B), wytyczona w całości na terenie Tadżykistanu. Długość trasy wynosi około 220 km. Arteria biegnie wzdłuż granicy Tadżykistanu z Afganistanem i rzeki Panj, łącząc Chorog (E008) z Ishkashimem i miejscowością Langar.
Trasa pokrywa się z tadżycką drogą RB06. Na niemalże całej długości nie posiada utwardzonej nawierzchni.

## Nieścisłości przebiegu
Według niektórych źródeł punktem początkowym E009 jest miejscowość Dżirgatol, skąd arteria biegnie do Lyangi w Korytarzu Wachańskim w Afganistanie. W rzeczywistości nie istnieje żadne połączenie drogowe Dżirgatolu z Chorogiem, ponadto nie ma dróg kołowych na obszarze Korytarza Wachańskiego. Lyanga znajduje się w pobliżu granicy Afganistanu z Chinami, co nadawałoby E009 status jedynej trasy europejskiej w Afganistanie.

## Historia
Droga została dodana do listy tras europejskich w 1999 roku.